# Halbmondpike
Die Halbmondpike, auch Half Moon, Demi Lune ist eine Stangenwaffe aus Spanien.

## Beschreibung
Die Halbmondpike hat einen geraden, hölzernen Schaft. Die Klinge ist halbmondförmig, zweischneidig und an beiden Seiten der Klinge mit Spitzen versehen. Die Klinge ist mittels einer Tülle am Schaft befestigt. Sie wurde ursprünglich in Spanien und später in ganz Europa im 16. Jahrhundert und 17. Jahrhundert benutzt.